# 선교사 블레어 주택
선교사 블레어 주택(宣敎師 블레어 住宅)은 선교사 블레어(Blair)와 라이스(Rice)가 살던 일제강점기의 건물이다. 1989년 6월 15일 대구광역시 유형문화재로 지정되었다.

## 개요
선교사인 블레어(Blair)와 라이스(Rice)가 살던 집으로 1910년경에 지어진 건물이다. 현재는 교육·역사 박물관으로 사용되고 있다.
붉은 벽돌로 지은 2층집이며, 남북방향으로 긴 형태이고 안의 건축재료를 일부분 바꾼 것 이외에는 건물의 형태와 구조는 잘 남아 있다. 지붕 위엔 붉은 벽돌로 된 굴뚝이 있고 건물 안의 바닥은 나무로 된 마루바닥이다. 1층에는 베란다·응접실·거실·침실·식당·부엌이 있고, 계단으로 연결된 2층에는 침실·욕실 등이 있다. 창문은 위 아래로 열 수 있게 되었으며, 현관의 베란다 윗부분에는 일광욕실이 있다.
선교사 블레어 주택은 당시 미국의 주택모습을 살필 수 있는 좋은 건물이다.

## 사진

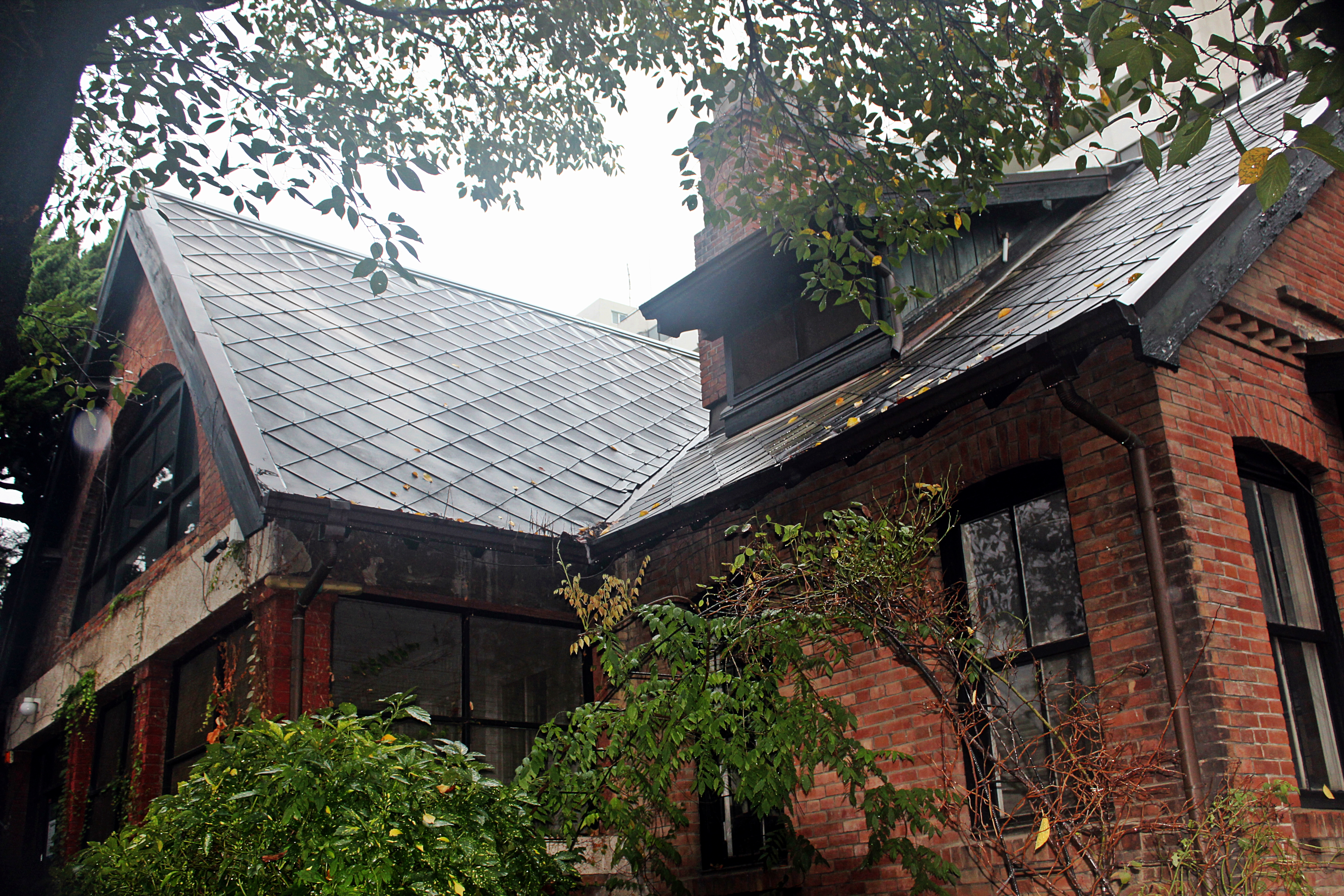

## 같이 보기
- 선교사 스윗즈 주택
- 선교사 챔니스 주택

## 참고 자료
- 선교사블레어주택 - 국가유산청 국가유산포털